# Eleições parlamentares europeias de 1994 (Itália)
As eleições parlamentares europeias de 1994 na Itália realizaram-se a 12 de Junho e, serviram para eleger os 87 deputados do país para o Parlamento Europeu.

## Resultados Oficiais
| Partido                 | Partido                                 | Votos      | %               | +/-   | Deputados | +/-     |
| ----------------------- | --------------------------------------- | ---------- | --------------- | ----- | --------- | ------- |
|                         | Força Itália                            | 10 089 139 | 30,62 / 100,00  | Novo  | 27 / 87   | Novo    |
|                         | Partido Democrático de Esquerda         | 6 281 354  | 19,06 / 100,00  | 8,52  | 16 / 87   | 6       |
|                         | Aliança Nacional                        | 4 108 670  | 12,47 / 100,00  | 6,96  | 11 / 87   | 7       |
|                         | Partido Popular Italiano                | 3 295 337  | 10,00 / 100,00  | 22,90 | 8 / 87    | 18      |
|                         | Liga Norte                              | 2 162 586  | 6,56 / 100,00   | 4,73  | 6 / 87    | 4       |
|                         | Partido da Refundação Comunista         | 2 004 716  | 6,08 / 100,00   | Novo  | 5 / 87    | Novo    |
|                         | Pacto Segni                             | 1 073 095  | 3,26 / 100,00   | Novo  | 3 / 87    | Novo    |
|                         | Federação dos Verdes                    | 1 055 797  | 3,20 / 100,00   | 2,97  | 3 / 87    | 2       |
|                         | Lista Panella                           | 702 717    | 2,13 / 100,00   | 0,89  | 2 / 87    | 1       |
|                         | PSI - AD                                | 606 538    | 1,84 / 100,00   | 12,96 | 2 / 87    | 10      |
|                         | A Rede                                  | 366 258    | 1,11 / 100,00   | Novo  | 1 / 87    | Novo    |
|                         | Partido Republicano Italiano            | 242 786    | 0,74 / 100,00   | -     | 1 / 87    | 2       |
|                         | Partido Socialista Democrático Italiano | 227 439    | 0,69 / 100,00   | 2,03  | 1 / 87    | 1       |
|                         | Partido Popular Sul Tirolês             | 202 668    | 0,62 / 100,00   | 0,12  | 1 / 87    | Estável |
|                         | Outros                                  | 530 625    | 1,62 / 100,00   |       | 0 / 87    |         |
| Votos inválidos         | Votos inválidos                         | 2 753 484  | 7,71 / 100,00   | 0,34  |           |         |
| Total                   | Total                                   | 35 667 440 | 100,00 / 100,00 |       | 87 / 87   | 6       |
| Eleitorado/Participação | Eleitorado/Participação                 | 48 461 792 | 73,60 / 100,00  | 7,47  |           |         |
| Fonte                   | Fonte                                   | [ 1 ]      | [ 1 ]           | [ 1 ] | [ 1 ]     | [ 1 ]   |

## Resultados por círculos eleitorais
| Círculo eleitoral      | %    | D  | %    | D   | %    | D  | %    | D   | %    | D  | %   | D   | %   | D  | %   | D   | %   | D  | %      | D      | %   | D  | %   | D   | %    | D    | %   | D   | D  | Votantes   |
| Círculo eleitoral      | FI   | FI | PDS  | PDS | AN   | AN | PPI  | PPI | LN   | LN | PRC | PRC | PS  | PS | FDV | FDV | LP  | LP | PSI-AD | PSI-AD | LR  | LR | PRI | PRI | PSDI | PSDI | SVP | SVP | D  | Votantes   |
| ---------------------- | ---- | -- | ---- | --- | ---- | -- | ---- | --- | ---- | -- | --- | --- | --- | -- | --- | --- | --- | -- | ------ | ------ | --- | -- | --- | --- | ---- | ---- | --- | --- | -- | ---------- |
| Itália Norte-Ocidental | 34,6 | 9  | 14,5 | 3   | 6,9  | 2  | 9,3  | 2   | 14,8 | 4  | 5,9 | 2   | 2,9 | 1  | 3,4 | 1   | 2,8 | 1  | 1,3    | -      | 0,5 | -  | 0,5 | -   | 0,5  | -    | -   | -   | 25 | 9 990 019  |
| Itália Norte-Oriental  | 27,8 | 5  | 20,8 | 4   | 8,1  | 2  | 10,8 | 1   | 9,8  | 2  | 5,4 | 1   | 3,2 | 1  | 3,8 | 1   | 2,0 | -  | 1,4    | -      | 0,4 | -  | 0,8 | -   | 0,7  | -    | 3,0 | 1   | 18 | 7 216 901  |
| Itália Central         | 25,6 | 5  | 27,6 | 5   | 17,0 | 3  | 8,3  | 2   | 0,9  | -  | 8,1 | 1   | 2,9 | -  | 3,2 | 1   | 2,1 | 1  | 2,0    | 1      | 0,3 | -  | 1,0 | 1   | 0,8  | -    | -   | -   | 20 | 7 190 503  |
| Itália Meridional      | 30,3 | 5  | 17,4 | 3   | 19,2 | 3  | 11,9 | 2   | 0,4  | -  | 6,2 | 1   | 2,7 | -  | 2,9 | -   | 1,7 | -  | 3,1    | 1      | 0,8 | -  | 0,9 | -   | 1,0  | 1    | -   | -   | 16 | 7 296 520  |
| Itália Insular         | 36,2 | 3  | 14,2 | 1   | 14,6 | 1  | 10,1 | 1   | 0,4  | -  | 4,0 | -   | 6,1 | 1  | 2,1 | -   | 1,5 | -  | 1,6    | -      | 6,7 | 1  | 0,6 | -   | 0,4  | -    | -   | -   | 8  | 3 973 497  |
| Estrangeiro            | 36,0 | -  | 10,5 | -   | 5,6  | -  | 8,0  | -   | 2,4  | -  | 9,7 | -   | 2,5 | -  | 7,1 | -   | 1,4 | -  | 5,4    | -      | 1,5 | -  | 1,2 | -   | 3,4  | -    | 0,6 | -   | -  | 155 398    |
| Itália                 | 30,6 | 27 | 19,1 | 16  | 12,5 | 11 | 10,0 | 8   | 6,6  | 6  | 6,1 | 5   | 3,3 | 3  | 3,2 | 3   | 2,1 | 2  | 1,8    | 2      | 1,1 | 1  | 0,7 | 1   | 0,7  | 1    | 0,6 | 1   | 87 | 35 667 440 |